# Hadidschat Gatajewa
Hadidschat Gatajewa (auch Hadijat, Hadizhat Gatayeva oder Khadijad Gataeva, russisch Хадижат Шараниевна Гатаева Chadischat Scharanijewna Gatajewa) ist eine tschetschenische, muslimische,  humanitäre Aktivistin,  die gemeinsam mit ihrem Mann Malik Abdulasimowitsch Gatajew viele Kriegswaisen der Stadt Grosny in ihre Obhut aufnahm.

## Biographie
Gatajewa, die als junge Feldkrankenschwester für separatistische Kräfte im Ersten Tschetschenienkrieg gedient hatte, eröffnete im Jahre 1996 ein behelfsmäßiges Waisenhaus für Straßenkinder. Nach Beginn des Zweiten Tschetschenien-Krieges 1999, verlegte sie für diese Zeitperiode ihr Waisenhaus in ein Flüchtlingslager in der benachbarten Republik Inguschetien; sie war allerdings gezwungen, in die zerstörte tschetschenische Hauptstadt Grosny zurückzukehren, nachdem Elektrizität und Wasser des Lagers zum Zeitpunkt des Aufstiegs von Murat Sjasikow 2002, abgeschnitten worden waren.
Schließlich ging Gatajewa mit rund 21 Waisen aus der Russischen Föderation nach Kaunas, in Litauen. Am 16. Oktober 2008 war Gatajewa als vermisst gemeldet worden, nachdem sie und ihr Mann von der litauischen Sicherheitspolizei in Kaunas wegen unspezifischer Gründe arrestiert worden war.
Am 7. Januar 2010 wurden Hadidschat Gatajewa und ihr Mann Malik von der finnischen Polizei festgenommen. Die Verhaftung beruhte auf dem Europäischen Haftbefehl Litauens. Vor der Verhaftung hatten sich Gatajewa und ihr Mann um politisches Asyl in Finnland beworben.

## Rezeption
Gatajewa und ihre Waisenkinder waren Teil eines im Jahre 2004 bei den Filmfestspielen in Venedig gezeigten Dokumentarfilms The 3 Rooms of Melancholia (Melancholian 3 huonetta), zu deutsch: Die drei Zimmer der Schwermut, von Pirjo Honkasalo. Der Film ist eine Gemeinschaftsproduktion vom ZDF und ARTE. Der Doku-Blick richtet sich auf die Wunden von Krieg und Militarismus aus der Sicht russischer und tschetschenischer Kinder. Seit der Entstehung des Films hält Honkasalo weiter Kontakt mit Hadidschat Gatajewa. Die Arbeit Gatajewas wird auch in dem 2009 erschienenen Buch Der Engel von Grosny: Tschetschenien und seine Kinder ISBN 978-3100725240 (eng. Angel of Grozny: Orphans of a Forgotten War.) von Åsne Seierstad, dargestellt.
seither